# Kamond
Kamond es un pueblo ubicado en el distrito de Devecser, en el condado de Veszprém, Hungría.

## Superficie
Posee una superficie de 20,50 kilómetros cuadrados.

## Demografía
Hasta 2019 la población era de 415 habitantes, con una densidad de población de 20,24 habitantes por kilómetro cuadrado.